# Prosopocera marleyi
Prosopocera marleyi är en skalbaggsart som beskrevs av Gilmour 1954. Prosopocera marleyi ingår i släktet Prosopocera och familjen långhorningar. Inga underarter finns listade i Catalogue of Life.